# Memecylon nodosum
Memecylon nodosum är en tvåhjärtbladig växtart som först beskrevs av Adolf Engler, och fick sitt nu gällande namn av Ernest Friedrich Gilg och Adolf Engler. Memecylon nodosum ingår i släktet Memecylon och familjen Melastomataceae. Inga underarter finns listade i Catalogue of Life.